# 만능 수리공 매니
《만능 수리공 매니》(Handy Manny)는 넬바나에서 제작한 미국의 미취학 아동 대상 TV 애니메이션으로, 2006년부터 2011년까지 플레이하우스 디즈니에서 방영되었다.

## 개요
의인화된 연장들을 들고다니며,어떤 물건이든 척척 고쳐내는 매니가
쉬트록 힐즈(Sheetrock Hills)에서 일어나는 여러 가지 일들을 겪으며 벌어지는 이야기이다.
일상에서는 어린이들이 접해보기 힘든 연장들을 의인화하여 친근하게 다가가도록 유도한 것이 특징이다.
영어권 국가에서는 스페인어 교육을 위한 어학 교재로도 사용된다.

## 등장인물
- 매니(Manny): 본명은 마누엘 가르시아(Manuel Garcia). 마을 제일의 수리공으로, 말하는 연장들과 함께 일하고 있다. 곤란한 사람들을 도와줄 수 있다는 것에 긍지를 가지고 있다.
- 필리페(Felipe): 노란 십자 드라이버로, 자신이 가장 중요한 도구라고 생각하고 있다. 원판에서는 스페인어 억양이 강해,다른 공구들이 통역해주기도 한다.
- 터너(Turner): 파란색 일자 드라이버.조금 사나운 성격으로 필리페를 라이벌로 생각하기 때문에 자주 필리페와 충돌하기도 한다.
- 스트레치(Stretch): 분홍색 줄자. 물건을 재는 것을 좋아한다.
- 팻(Pat): 망치로,쾌활한 성격. 종종 뜬금없이 "나는 망치다"라고 외칠 때가 있다.

## 목소리 출연

### 우리말 더빙
- 매니 - 구자형(시즌 1~2) → 위훈 (시즌 3)
- 터너 - 박상일 → 박지훈
- 스퀴즈 - 임은정 → 홍수정
- 펠리페 - 이윤선
- 팻 - 탁원제 → 위훈
- 더스티 - 구민선 → 조세령
- 러스티 - 이장원
- 켈리 - 윤소라 → 이현주
- 스트레치 - 이현주
- 로파트 - 정승욱 → 이장원

## 우리말 스탭
- 대사녹음 연출 - 박원빈, 손인자
- 노래녹음 연출 - 이나리메
- 대사 및 노래녹음 - 전해철
- 녹음실 - 프로덕션 애드.원
- 컴퓨터그래픽 - 김난영
- 음향 - 이인정
- 문자그래픽 - 조유미
- 기술감독 - 이혁
- 연출 - 이용준
- 한국어 제작 - Disney Character Voices International,Inc.

## 우리말 제작
- 프로덕션 애드 원
- EBS
- 월트 디즈니